# Reem Alabali-Radovan
Reem Alabali-Radovan, née le 1er mai 1990 à Moscou, est une personnalité politique allemande membre du Parti social-démocrate d'Allemagne (SPD). Elle est ministre fédérale de la Coopération économique depuis le 6 mai 2025.

## Biographie

### Famille
Le grand-père de Reem Alabali-Radovan meurt sous la torture des Baasistes et la famille fuit en Russie.

### Formation
Reem Alabali-Radovan étudie à l’université libre de Berlin.

### Carrière politique
Avec Muhanad Al-Halak, Reem Alabali-Radovan est la première personne d'origine irakienne a entrer au Bundestag en 2021.
Elle est nommée le 6 mai 2025 ministre fédérale de la Coopération économique et du Développement dans le gouvernement de grande coalition du chrétien-démocrate Friedrich Merz,.